# Iàkov Estrin
Iàkov Boríssovitx Estrin (en rus: Яков Борисович Эстрин, 21 d'abril de 1923 – 2 de febrer de 1987) fou un jugador d'escacs, escriptor, i teòric dels escacs soviètic, que tenia els títols de Mestre Internacional, Gran Mestre d'escacs per correspondència, disciplina en la qual fou Campió del Món en el període 1972-1976.

## Biografia
Després d'haver començat a jugar a escacs sobre el tauler, va canviar als escacs per correspondència a començaments dels 1960s amb un èxit immediat (va empatar al primer lloc al Campionat per Correspondència de la URSS de 1962). Va esdevenir Gran Mestre d'escacs per correspondència el 1966, i es classificaria per la final del campionat del món d'escacs per correspondència cinc cops. És conegut pel fet d'haver estat el setè Campió del Mòn de la ICCF, (1972–1976).
En escacs sobre el tauler, obtingué el títol de Mestre Internacional el 1975.
Estrin va escriure diversos llibres d'escacs, i era una autoritat en la defensa dels dos cavalls. La seva partida contra Hans Berliner en la qual Berliner va jugar la defensa dels dos cavalls i va derrotar Estrin és una de les més importants i famoses partides d'escacs per correspondència.

## Llibres
- The Two Knights' Defence per Iàkov Estrin, Chess Ltd.; edició en anglès (1971). (sense ISBN ni LOC)
- The Two Knights' Defence per Iàkov Estrin, B.T.Batsford Ltd. (1983). ISBN 0-7134-3991-2.
- Three Double King Pawn Openings per Iàkov Estrin, Chess Enterprises; primera edició (juny 1982). ISBN 0-931462-19-3
- Gambits per Yakov B. Estrin, Chess Enterprises (juny 1983). ISBN 0-931462-20-7
- The United States Correspondence Chess Championship per Iàkov Estrin, Correspondence Chess League of America (1978)
- Wilkes-Barre Variation, Two Knights Defense per Iàkov Estrin, Chess Enterprises (juny 1978). ISBN 0-931462-00-2
- Comprehensive Chess Openings, per Iàkov Estrin i Vasily Panov, en tres volums, Pergamon, 1980. ISBN 0-08-024113-1
- малая дебютная знциклопедия (Traducció= Enciclopèdia Concisa d'Obertures), per Iàkov Estrin, иэдательство физкультура и спорт (Traducció = Cultura Física i Esports), 1985. (sense ISBN ni LOC)